# 55:15 Never Too Late
55:15 Never Too Late là một bộ phim truyền hình Thái Lan phát sóng năm 2021–2022. Bộ phim là sự kết hợp giữa những diễn viên trẻ và diễn viên gạo cội của màn ảnh Thái bao gồm Korapat Kirdpan (Nanon), Wasu Saengsingkaeo (Jeep), Kanyarat Ruangrung (Piploy), Sinjai Plengpanich (Nok), Thanawat Rattanakitpaisan (Khaotung), Songsit Rungnopakunsi (Kob), Benyapa Jeenprasom (View), Kara Polasit, Kay Lertsittichai và Amarin Nitibhon. Bộ phim theo chân 5 người bạn, những người đã có những ước mơ, khát vọng mà chưa thực hiện được, và giờ đây họ có được "cơ hội thứ hai" để thực hiện nó.
Bộ phim được đạo diễn bởi Saranyu Jiralaksanakul và lần đầu tiên được sản xuất độc quyền cho Disney+ Hotstar bởi GMMTV. Đây là một trong mười sáu dự án phim truyền hình trong năm 2021 được GMMTV giới thiệu trong sự kiện "GMMTV 2021 The New Decade Begins" vào ngày 3 tháng 12 năm 2020. Bộ phim được phát sóng vào lúc 20:30 (ICT), Chủ nhật và thứ Hai trên nền tảng Disney+ Hotstar, bắt đầu từ ngày 6 tháng 12 năm 2021. Đặc biệt, vào ngày phát sóng đầu tiên sẽ phát hành ngay 2 tập. Còn trên truyền hình, bộ phim được phát sóng vào lúc 20:30 (ICT), thứ Tư và thứ Năm trên GMM 25, bắt đầu từ ngày 5 tháng 1 năm 2022. Tập cuối được phát sóng vào ngày 24 tháng 1 năm 2022 trên Disney+ Hotstar và vào ngày 24 tháng 2 năm 2022 trên GMM 25.

## Nội dung
Bộ phim kể về 5 người có cuộc sống đảo lộn sau khi họ bước sang tuổi 55. Thay vì lớn lên, họ lại quay trở lại tuổi 15. Phim cũng miêu tả chuỗi những sự việc ngày càng hồi hộp, cùng với đó là những khó khăn mà những nhân vật chính gặp phải khi họ phải quay trở lại để bù đắp cho những lựa chọn sai lầm trong quá khứ.

## Diễn viên
Dưới đây là dàn diễn viên của bộ phim:

### Diễn viên chính
- Korapat Kirdpan (Nanon) vai San (15 tuổi)
  - Wasu Saengsingkaeo (Jeep) vai San (55 tuổi)
- Kanyarat Ruangrung (Piploy) vai Jeya (15 tuổi)
  - Sinjai Plengpanich (Nok) vai Jeya (55 tuổi)
- Thanawat Rattanakitpaisan (Khaotung) vai Songpol (15 tuổi)
  - Songsit Rungnopakunsi (Kob) vai Songpol (55 tuổi)
- Benyapa Jeenprasom (View) vai Jarunee (15 tuổi)
  - Kara Polasit vai Jarunee (55 tuổi)
- Kay Lertsittichai vai Amornthep (15 tuổi)
  - Amarin Nitibhon vai Amornthep (55 tuổi)

### Diễn viên phụ
- Napasorn Weerayuttwilai (Puimek) vai Prim (15 tuổi)
  - Grace Mahadumrongkul vai Prim (55 tuổi)
- Yong Armchair vai Mathee (tình đầu và là nhân viên trong quán của Songpol)
- Lakkhana Siriwong (Bum) vai Pao (quản lý của Jaya)
- Shaowanasai Michael vai bạn của Songpol
- Tawinan Anukoolprasert (Sea) vai Pangpond (con trai Amornthep)
- Pawin Kulkaranyawich (Win) vai Pipu (con trai Mathee)
- Pahun Jiyacharoen (Marc) vai Pruek
- Sureeyares Yakares (Prigkhing) vai Noinae (cháu gái Songpol)
- Preeyaphat Lawsuwansiri (Earn) vai Joom
- Praekwan Phongskul (Bimbeam) vai Kiki (cháu gái Prim)
- Natchanok Phungtham (Miumiu) vai Grayta
- Weerayut Chansook (Arm) vai Bomb
- Krissana Sreadthatamrong

### Khách mời
- Soontorn Meesri (Jim) vai bố của San
- Pirapat Watthanasetsiri (Earth) (tập 8)
- Sahaphap Wongratch (Mix) (tập 8)

## Các tập phát sóng
| TT. | Tiêu đề  | Ngày phát sóng gốc                                                  |
| --- | -------- | ------------------------------------------------------------------- |
| 1 | "Tập 1"  | 6 tháng 12 năm 2021 (Disney+ Hotstar) 5 tháng 1 năm 2022 (GMM 25)   |
| Jaya, Songpol, Amornthep, San và Jarunee vốn không quen biết nhau nhưng đều bị quay trở về bản thân mình lúc 15 tuổi. Họ nhận ra hoàn cảnh của bản thân giống nhau khi cùng nghe và hát theo bài hát mà Jaya đã hát từ khi còn trẻ, bài hát hiện tại đã lỗi thời so với nền âm nhạc hiện đại. Sau khi nhận ra, họ tụ tập ở quán của Songpol bắt tay vào nhiệm vụ nhằm giải quyết vấn đề.                                                           |          |                                                                     |
| 2 | "Tập 2"  | 6 tháng 12 năm 2021 (Disney+ Hotstar) 6 tháng 1 năm 2022 (GMM 25)   |
| San, một diễn viên lồng tiếng 55 tuổi, đang cảm thấy vô vọng sau khi nghỉ hưu. Bỗng nhiên, anh bị quay trở về lúc 15 tuổi và mọi thứ thay đổi khi anh gặp lại Prim, tình đầu của anh. Anh phải tìm chỗ ở mới vì không một ai nhận ra anh, sau khi thuyết phục bạn, anh nhờ bạn của mình sắp xếp học ở trường mà Kiki, cháu gái Prim đang theo học, anh quyết tâm theo đuổi cô lần nữa để giữ trọn với lời hứa khi xưa.                             |          |                                                                     |
| 3 | "Tập 3"  | 12 tháng 12 năm 2021 (Disney+ Hotstar) 12 tháng 1 năm 2022 (GMM 25) |
| Mẹ Songpol vừa qua đời khi anh 55 tuổi và rồi anh quyết định công khai giới tính của mình. Tối đó, anh định tỏ tình với tình đầu của mình, Mathee nhưng không thành. Sáng hôm sau, anh thức dậy với hình hài của mình lúc 15 tuổi. Anh gặp rắc rối trong việc chứng minh thân phận của bản thân, sau đó anh cùng đi học với cháu gái mình và tất nhiên quan hệ cả 2 phải được giữ bí mật.                                                          |          |                                                                     |
| 4 | "Tập 4"  | 13 tháng 12 năm 2021 (Disney+ Hotstar) 13 tháng 1 năm 2022 (GMM 25) |
| Jaya là một diva nổi tiếng một thời. Sau khi trở về tuổi 15, cô chớp lấy cơ hội này để trở thành một ngôi sao nổi tiếng một lần nữa. Nhưng với hình hài hiện tại, cô gặp nhiều trở ngại, cô nghiện rượu nhưng với khuôn mặt này cô không thể mua rượu do chưa đủ tuổi. Cô tiến vào trường lần nữa và gặp được 4 người khác cũng có hoàn cảnh giống mình.                                                                                           |          |                                                                     |
| 5 | "Tập 5"  | 19 tháng 12 năm 2021 (Disney+ Hotstar) 19 tháng 1 năm 2022 (GMM 25) |
| Jarunee là một giáo viên vô cùng nghiêm khắc và bảo thủ nên không một giáo viên hay học sinh nào ưa cô. Cô phát hiện mình mắc phải ung thư cổ tử cung giai đoạn 3. Sau khi quay lại lúc 15 tuổi, cô quay trở lại trường để tiếp tục công việc của mình và học cách tận hưởng cuộc sống, tuy có nhiều bất cập nhưng cô được các bạn mình khuyên là phải quen dần với nó.                                                                            |          |                                                                     |
| 6 | "Tập 6"  | 20 tháng 12 năm 2021 (Disney+ Hotstar) 20 tháng 1 năm 2022 (GMM 25) |
| Amornthep là một cựu VĐV quyền anh và có học viện Muay Thái. Anh tỉnh dậy với hình hài thiếu niên nên cũng như các bạn của mình, anh phải chứng minh thân phận bản thân. Sau khi gặp vấn đề tương tự, anh đã vô cùng phấn khích khi nghe rằng có một cuộc thi quyền anh cho người dưới 17 tuổi. Anh cùng đi học với con trai mình Pangpond với mục đích tìm tuyển thủ cho học viện của mình và quan hệ này cũng phải giữ bí mật.                   |          |                                                                     |
| 7 | "Tập 7"  | 26 tháng 12 năm 2021 (Disney+ Hotstar) 26 tháng 1 năm 2022 (GMM 25) |
| Sau một thời gian, họ không tìm được cách để giải quyết vấn đề. Vì vậy, trước mắt họ sẽ tập làm quen với cuộc sống hiện tại. Họ gặp khó khăn với công nghệ hiện đại và lối sống cách tân của giới trẻ ngày nay. Nên đã nhờ sự giúp đỡ của cháu gái Songpol là Noinae, do cô bé đã phát hiện được bí mật trẻ hóa của họ. Vào lúc này Pangpond phát hiện Kiki luôn chú ý tới San, anh thú nhận với San là có tình cảm với Kiki và nhờ San giúp mình. |          |                                                                     |
| 8 | "Tập 8"  | 27 tháng 12 năm 2021 (Disney+ Hotstar) 27 tháng 1 năm 2022 (GMM 25) |
| Vì là fan của Jaya nên Songpol quyết định sẽ giúp cô nổi tiếng lại một lần nữa. Tuy nhiên, Songpol lại quên mất việc này mà lại quan tâm đến Pipu. Songpol, Pipu cùng Noinae đến fanmeeting của Earth-Mix để có tư liệu làm thuyết trình, họ được mời đến 1 buổi casting. |          |                                                                     |
| 9 | "Tập 9"  | 2 tháng 1 năm 2022 (Disney+ Hotstar) 2 tháng 2 năm 2022 (GMM 25)    |
| San dần kết thân với cháu của Prim, Kiki, khi cùng Pangpond đến nhà Kiki ăn cơm anh biết thêm việc Prim sắp ly hôn, anh buồn vì thấy Prim sống không hạnh phúc. Bomb bắt đầu nghi ngờ Jinny, cháu gái của Jarunees, nên đã lấy tóc của Jinny đi xét nghiệm ADN. Bệnh tình của bố San trở nặng, anh nhờ prim đưa mình về nhà vì nhà cũ của họ gần nhau.                                                                                             |          |                                                                     |
| 10 | "Tập 10" | 3 tháng 1 năm 2022 (Disney+ Hotstar) 3 tháng 2 năm 2022 (GMM 25)    |
| Prim chia sẻ nỗi lòng với San và San tỏ ra vẻ rất quan tâm đến chuyện này. Từ đó, Prim bắt đầu cảm thấy khó hiểu khi San đang quá quan tâm đến chuyện đời tư của mình. Pipu cãi nhau với bố nên đến ngủ nhờ chỗ Songpol, cậu tâm sự rằng bố không còn quan tâm mình như trước và cảm thấy cô đơn. Prim trở về nhà cũ và nghe được tin bố San bệnh nặng nên San cùng đến Prim trở về nhà và biết được bố luôn nhớ thương mình.                      |          |                                                                     |
| 11 | "Tập 11" | 9 tháng 1 năm 2022 (Disney+ Hotstar) 9 tháng 2 năm 2022 (GMM 25)    |
| Amornthep tập luyện chăm chỉ và bước đầu được mọi người ở trung tâm ghi nhận. San quyết định nói ra sự thật với Prim và hứa sẽ bảo vệ cô. Songpol và Pipu đến buổi casting và diễn cảnh thân mật với nhau. Kiki đến giúp Pangpond quảng bá cho trận đấu của học viện . |          |                                                                     |
| 12 | "Tập 12" | 10 tháng 1 năm 2022 (Disney+ Hotstar) 10 tháng 2 năm 2022 (GMM 25)  |
| Quản lý của Jaya đến tìm cô và phát hiện gương mặt trẻ tuổi của cô, tương tự với Jaya, bạn của Songpol đến tìm và anh không muốn ai biết việc mình trẻ hóa nữa nên nhờ Amornthep giải vây, Jinny, Eve, Jum, và Noinae đột nhiên bị một nhóm côn đồ bắt cóc khi trên đường về nhà. San quay lại với việc làm ở phòng thu. |          |                                                                     |
| 13 | "Tập 13" | 16 tháng 1 năm 2022 (Disney+ Hotstar) 16 tháng 2 năm 2022 (GMM 25)  |
| Jaya tham gia thử giọng cho một công ty thu âm với sự giúp đỡ của Pao. Bomb phát hiện 4 cô gái bị bắt cóc và giải cứu nên bị thương. sau việc này Jinny mở lòng hơn với Bomb. Amornthep dần trở nên nổi tiếng sau khi vô địch cuộc thi quyền anh. |          |                                                                     |
| 14 | "Tập 14" | 17 tháng 1 năm 2022 (Disney+ Hotstar) 17 tháng 2 năm 2022 (GMM 25)  |
| Prim và San ngày càng thân thiết với nhau và luôn đi cùng nhau. Điều đó có thể khiến Prim bị cáo buộc tội quan hệ với trẻ vị thành niên. |          |                                                                     |
| 15 | "Tập 15" | 23 tháng 1 năm 2022 (Disney+ Hotstar) 23 tháng 2 năm 2022 (GMM 25)  |
| 16 | "Tập 16" | 24 tháng 1 năm 2022 (Disney+ Hotstar) 24 tháng 2 năm 2022 (GMM 25)  |

## Nhạc phim
| Tên bài hát                    | Thể hiện                             | Ref.  |
| ------------------------------ | ------------------------------------ | ----- |
| Never Too Late                 | Thanawat Rattanakitpaisan (Khaotung) | [ 6 ] |
| ถ้าวันนั้น (If Only) (Tha Wan Nan) | Arun Asawasuebsakul (Ford)           | [ 7 ] |